# Anton Hallmann

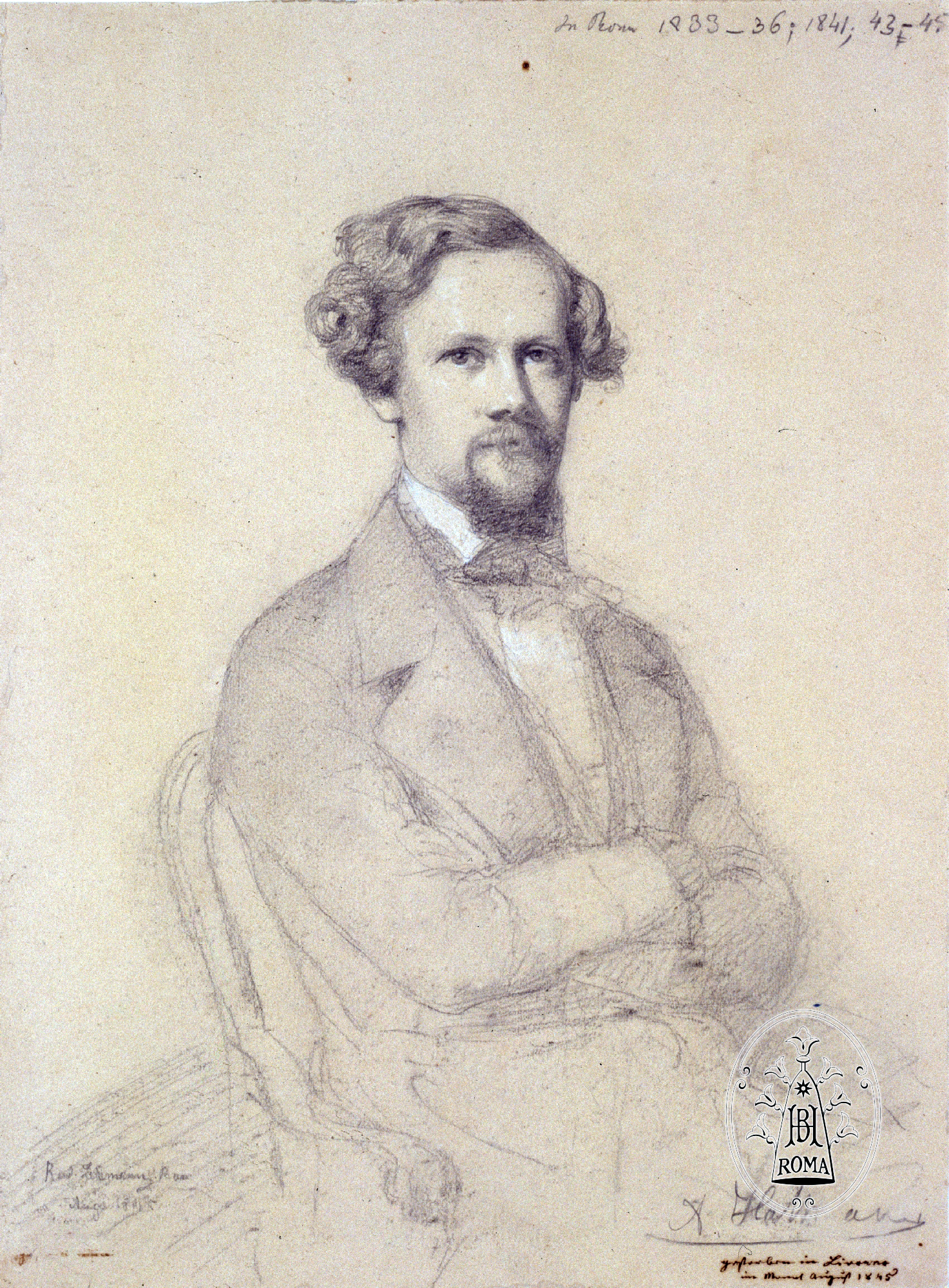
Porträt Anton Hallmann, gezeichnet von Rudolf Lehmann, Rom um 1845

Anton Hallmann (* 1812 in Hannover; † 28. August 1845 in Livorno) war ein deutscher Maler, Zeichner und Schriftsteller.

## Leben
Hallmann besuchte, nach einer Lehre bei dem Architekten Ludwig Hellner in Hannover, die Akademie in München. Im Jahre 1833 begab er sich zu Fuß durch Tirol nach Italien, wo er sich bis 1836 in Rom, unterbrochen von Reisen nach Sizilien, aufhielt. Im Jahr 1834 verband er sich mit dem Kunsthistoriker Wilhelm Schulz aus Dresden zur Herausgabe eines Werkes über die Denkmäler der Kunst des Mittelalters in Unteritalien. Das Werk erschien aber erst 1860 im Druck. Im Jahre 1837 kehrte Hallmann nach München zurück, begab sich aber schon im folgenden Jahr nach Petersburg, dann nach England und Frankreich. Im Frühling 1841 nach Rom zurückgekehrt, malte er Architekturbilder in Öl, unter andern den Klostergarten bei Fossa Nuova. 1842 gab er die Schrift Kunstbestrebungen der Gegenwart heraus. Im Jahre 1843 reiste er wieder nach Rom und vollendete hier mehrere große Ölbilder, worunter das Gemälde Ein Tag auf Cypern sich durch Reichtum der Komposition und Üppigkeit der Phantasie auszeichnet. Im Jahre 1844 malte er für den König von Preußen eine große verfallene Villa bei Abendbeleuchtung. 1845 gehörte er zu den Gründern des Deutschen Künstlervereins zu Rom. Er starb im gleichen Jahre auf der Rückreise nach Deutschland an Malaria.
Anton Hallmanns Bruder war der Naturforscher und Arzt für Wasserheilkunde Eduard Hallmann (1813–1855).

## Werke (Auswahl)

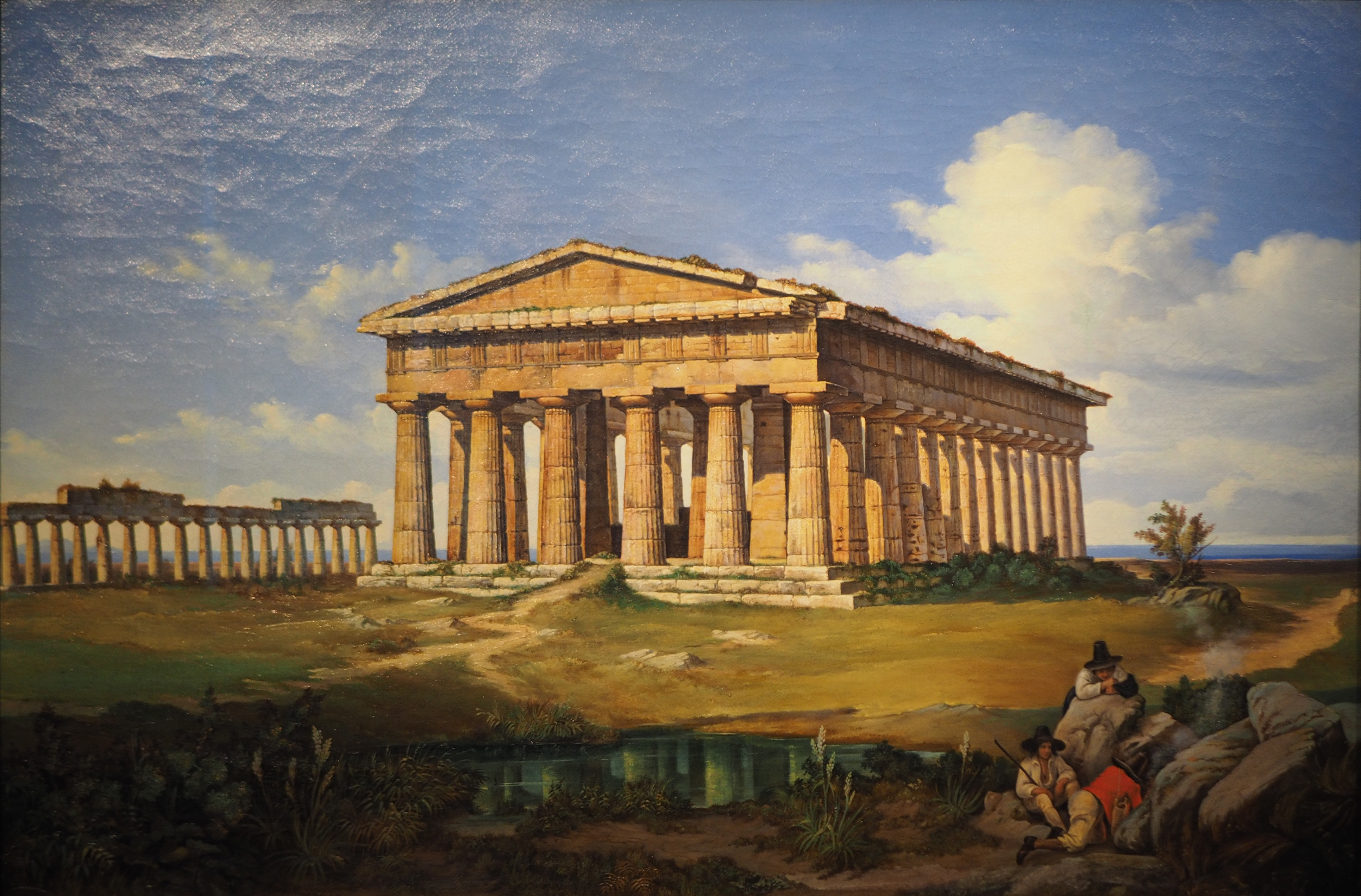
Poseidon-Tempel und Basilika in Paestum
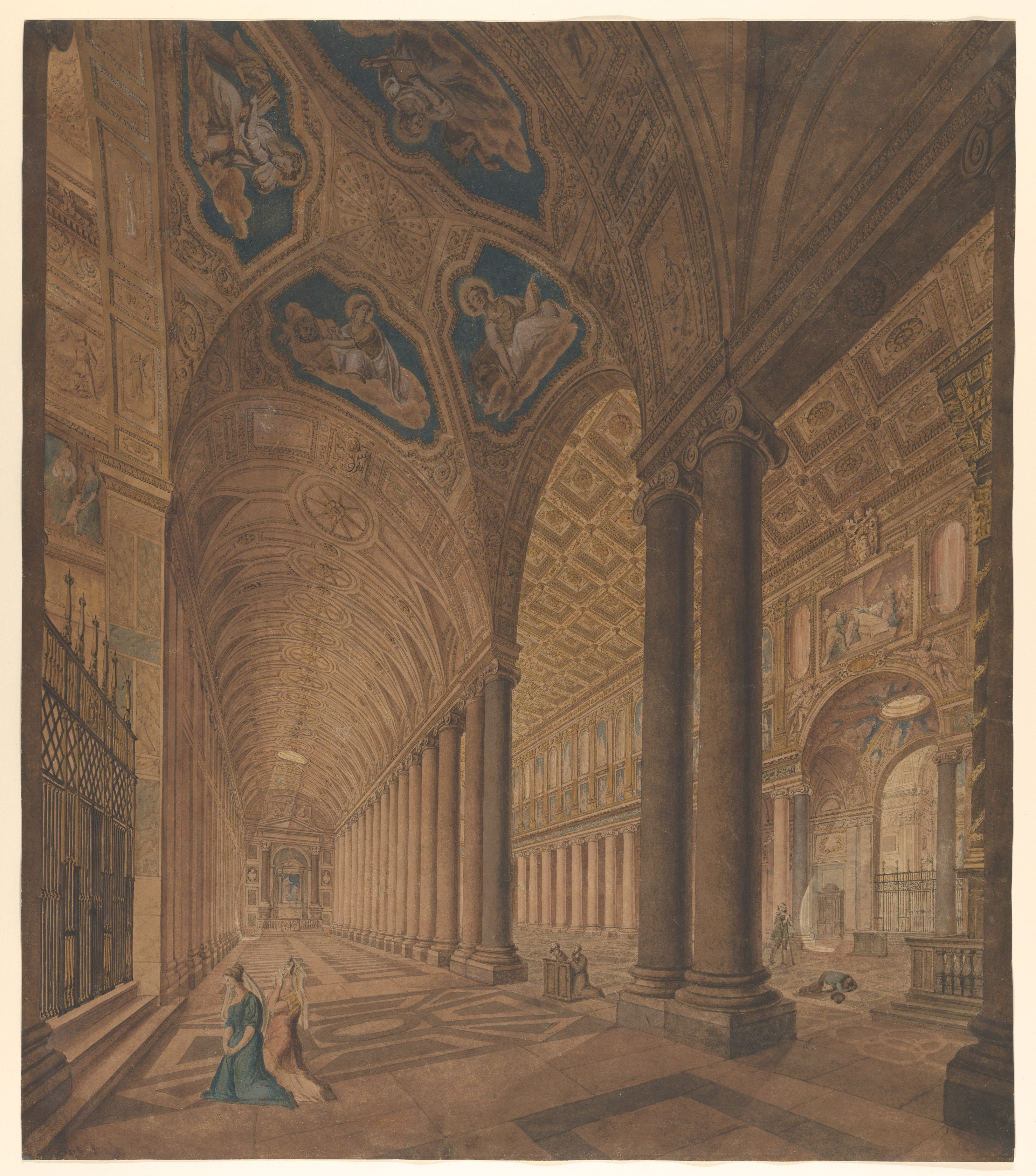
Santa Maria Maggiore, Rom 1833
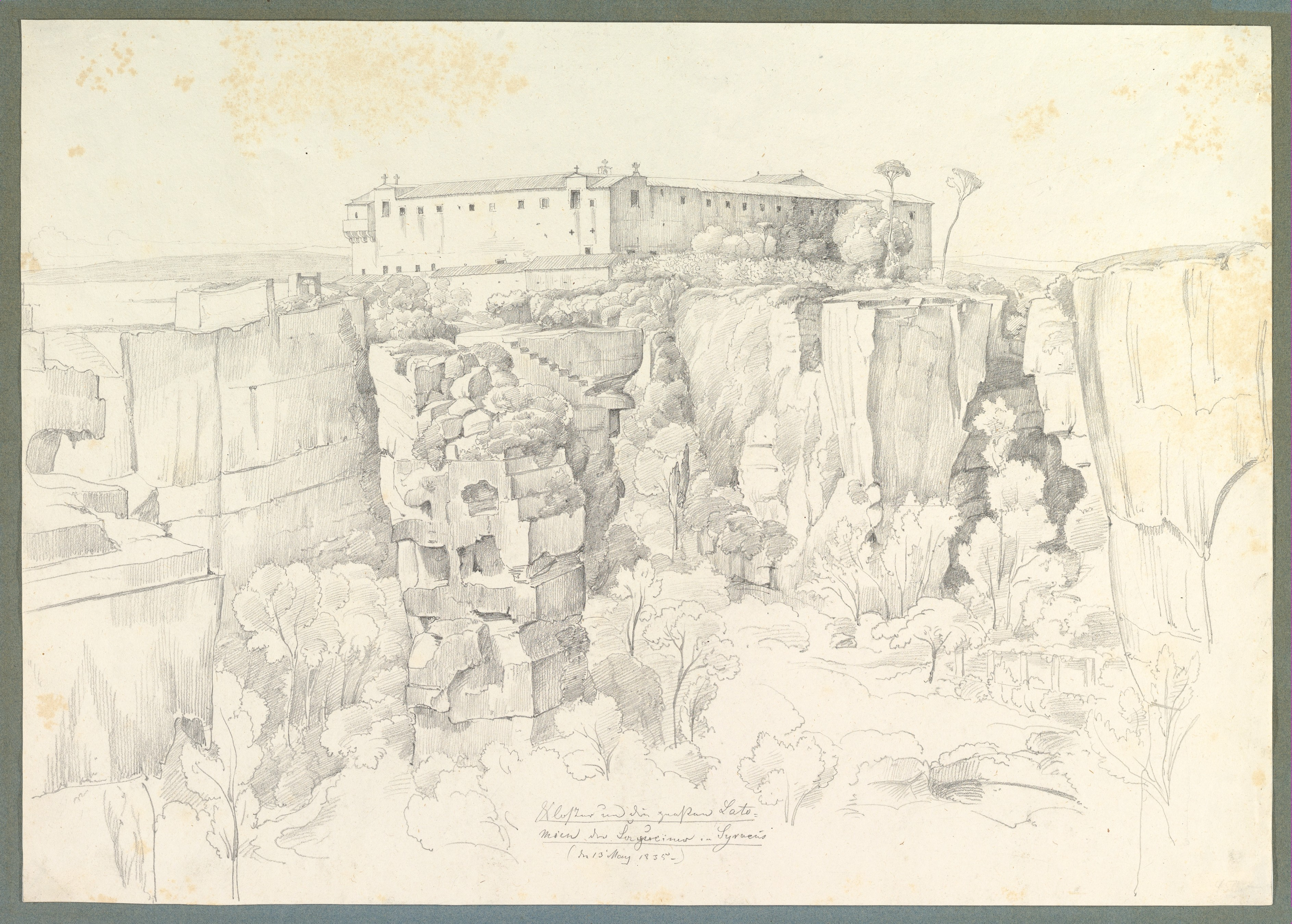
Kloster und Latomien der Kapuziner in Syrakus, 1835
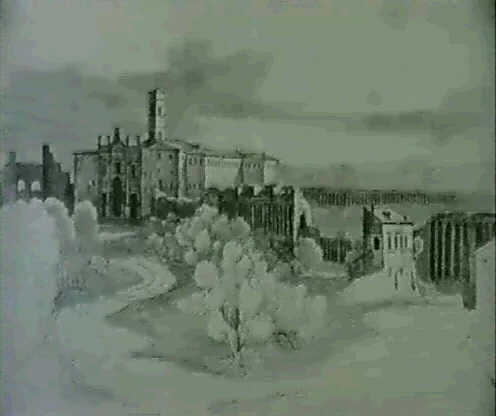
Santa Croce, 1836

## Schriften
- Denkmäler der Kunst des Mittelalters in Unteritalien, postum hg. von Ferdinand von Quast und Ernst Strehlke. Dresden 1860.